# Terry Cooper
Terence „Terry“ Cooper (* 12. Juli 1944 in Brotherton; † 31. Juli 2021) war ein englischer Fußballspieler und -trainer. Der technische versierte linke Abwehrspieler stand in den 1960er und 1970er Jahren in der Mannschaft von Leeds United und absolvierte zwischen 1969 und 1974 20 Länderspiele für die englische Fußballnationalmannschaft.

## Sportlicher Werdegang
Cooper wurde in seiner Jugendzeit nicht auf die konventionelle Methode, also über ein Sichtungssystem, entdeckt. Er stellte sich selbst bei Leeds United vor, um dort um ein Probetraining zu bitten. Das Ergebnis verlief für den Verein derart zufriedenstellend, dass Cooper ein Nachwuchsspielervertrag angeboten wurde.
Nachdem er sich zuvor auf der Position des linken Flügelspielers aufgehalten hatte, wurde er von Don Revie seit seiner Verpflichtung im Alter von 17 Jahren als Defensivspieler ausgebildet. Im Laufe der ersten sechs Jahre entwickelte er sich stufenweise und wurde 1966 unter Revie zum Stammspieler. Cooper etablierte sich fortan und unterstützte aufgrund seiner ausprägten Fitness durch Offensivaktionen den Flügelspieler Eddie Gray.
Im Jahr 1968 gewann Cooper mit Leeds den Ligapokal und schoss beim 1:0-Sieg gegen den FC Arsenal im Wembley-Stadion den entscheidenden Treffer, nachdem er einen von der Abwehr Arsenals nur schwach abgewehrten Eckball per Direktabnahme ins Tor schoss, wobei Arsenal reklamierte, dass der eigene Torhüter von Jack Charlton gefoult wurde.
Im darauffolgenden Jahr 1969 konnte Leeds mit Cooper die englische Meisterschaft gewinnen, wobei Revie auf eine Doppelbesetzung auf der linken Verteidigerposition verzichtete und im Falle einer Verletzung oder Sperre Coopers auf Paul Madeley zurückgriff, was ein deutliches Zeichen für die Stammspielereigenschaft Coopers war. In der gleichen Saison debütierte Cooper unter Alf Ramsey in der englischen Nationalmannschaft und führte sich beim 5:0-Sieg gegen Frankreich mit einer guten Leistung ein.
Leeds kämpfte 1970 um den Titelgewinn in drei Wettbewerben, gewann davon jedoch keinen, als man am letzten Spieltag die englische Meisterschaft gegen den FC Everton verlor und im Halbfinale des Europapokals der Landesmeister dem schottischen Meister Celtic Glasgow unterlag. Cooper war Teil der Mannschaft während dieser Niederlagen und spielte auch im Finale des FA Cups gegen den FC Chelsea, das Leeds mit 1:2 im Wiederholungsspiel verlor. Während der darauffolgenden WM 1970 in Mexiko konnte Cooper jedoch wieder mit guten Leistungen als Stammspieler auf der linken Verteidigerposition auf sich aufmerksam machen und spielte durchgängig bis zur Viertelfinalniederlage gegen Deutschland.
Leeds gewann im Jahr 1971 erneut den Messepokal, verspielte aber erneut am letzten Spieltag die englische Meisterschaft und wurde bei einer der größten Überraschungen in der FA-Cup-Geschichte von der unterklassigen Mannschaft Colchester United in der fünften Runde mit 3:2 besiegt. Cooper verpasste während der ganzen Saison nur ein Ligaspiel.
Cooper kämpfte auch in der Saison 1971/72 mit Leeds um mehrere Titel, bevor ihn ein Beinbruch im April 1972 während einer Meisterschaftspartie bei Stoke City zu einer 20-monatigen Pause zwang. Dies führte dazu, dass Cooper beim Finalsieg im FA-Cup gegen Arsenal London nicht teilnehmen konnte und die Nationalmannschaftskarriere zunächst einmal beendete. Nachdem Revie in Madeley keinen adäquaten Ersatz für die Position Coopers gefunden hatte, kaufte Leeds im Sommer 1972 als dauerhaften Ersatz Trevor Cherry. Cooper verpasste ebenfalls die Finalniederlagen im FA Cup und im Europapokal der Pokalsieger, als Leeds gegen den FC Sunderland und den AC Mailand verlor. Während der Saison 1973/74 kehrte Cooper zurück, spielte jedoch nur in einer Begegnung, als Leeds mit einer Serie von 29 Spielen ohne Niederlage die englische Meisterschaft gewann.
Als Cooper seine Verletzung überwunden hatte, ging jedoch seine Zeit in Leeds langsam dem Ende entgegen. Sowohl die Verpflichtung Revies als englischer Nationaltrainer im Jahr 1974 als auch das Erscheinen von Frank Gray, jüngerer Bruder von Eddie Gray, in der Saison sorgten aufgrund der zusätzlichen Anwesenheit von Cherry für den Weggang Coopers zum FC Middlesbrough, nachdem der Verein mit seinen langsam in die Jahre gekommenen Spielern in einem letzten großen Finale im Europapokal der Landesmeister gegen den FC Bayern München unterlag. Middlesbrough wurde zu dieser Zeit von dem ehemaligen Mitspieler Coopers Charlton trainiert.
Nach seiner Langzeitverletzung überraschte Cooper dadurch, dass er noch viele Jahre als Fußballspieler aktiv war. Nach drei verletzungsfreien Jahren bei Middlesbrough wechselte Cooper für ein Jahr zu Bristol City, bevor er dann Spielertrainer bei den Bristol Rovers wurde. Anschließend war er Kotrainer und Spieler bei den Doncaster Rovers, die von seinem früheren Mitspieler und Mannschaftskapitän Billy Bremner betreut wurden. Er wechselte dann erneut als Spielertrainer zu Bristol City. Anschließend trainierte Cooper den Verein Exeter City, worauf ein Engagement bei Birmingham City folgte, bevor er wieder nach Exeter zurückkehrte. Heute ist Cooper Talentsichter (Scout) für den FC Southampton.
Coopers Sohn Mark war in den 1980er Jahren ebenfalls Fußballspieler und dabei in den unteren Profiligen aktiv. Danach ergriff er ebenfalls die Trainertätigkeit.

## Erfolge
- Englischer Meister: 1969, 1974
- FA-Cup-Sieger: 1972
- Ligapokal-Sieger: 1968
- Messepokal-Sieger: 1968, 1971